# لائحة الحروب الأهلية
تضم هذه اللائحة الحروب الأهلية الماضية والحالية.

## الحروب الأهلية الماضية

### ما بعد الحرب العالمية الثانية
- الحرب الأهلية اليونانية، 1946-1949
- الحرب الأهلية الباراغوية، 1947
- حرب التطهير العرقي لفلسطين 48–1947، 1947-1948
- الحرب الأهلية الكوستريكية، 1948
- لا فيولنسا (كولومبيا)، 1948-1958
- الحرب الكورية، 1950-1953
- الحرب الأهلية في لاوس 1953-1975
- الحرب الأهلية السودانية الأولى، 1955-1972
- حرب فيتنام، 1955-1975
- الحرب الاهلية الغواتيمالية، 1960-1996
- أزمة الكونغو، 1960-1966
- ثورة 26 سبتمبر اليمنية 1962-1970
- النزاع الكولومبي، 1964–الآن
- الحرب الأهلية الدومينيكانية، 1965
- ثورة ظفار 1965-1975
- الحرب الأهلية الروديسية، 1965-1980
- العنف الطائفي في قبرص، 1963-1967
- الحرب الأهلية النيجيرية، 1967-1970
- المشاكل (قالب:معطيات أيرلندا الشمالية)، 1969-1998، considered ongoing by extremist minority groups
- الحرب الأهلية الكمبودية 1970-1975
- حرب تحرير بنغلاديش (باكستان)، 1971 (However، the war is not an official civil war، only to the perspective to those who did not support the existence of the independent state of Bangladesh.)
- الحرب الأهلية اللبنانية، 1975-1990
- الحرب الأهلية الموزمبيقية، 1975-1992
- الحرب الأهلية الأنغولية، 1975-2002
- Afghan Civil War، 1978–الآن
- Nicaraguan Civil War، 1979-1990
- الحرب الأهلية السلفادورية (السلفادور)، 1979-1991
- الصراع الداخلي في بيرو 1980-ongoing
- الحرب الأهلية السودانية الثانية، 1983-2005
- الحرب الأهلية السريلانكية، 1983-2009
- حرب 1986 الأهلية في جنوب اليمن، 1986
- الحرب الأهلية الليبيرية الأولى، 1989-1996
- الحرب الأهلية الرواندية، 1990-1993
- نزاع كازامانس (السنغال)، 1990-2006
- حروب يوغوسلافيا، 1991-1995 (حرب الاستقلال السلوفينية، حرب الاستقلال الكرواتية، حرب البوسنة والهرسك)
- الحرب الأهلية الجورجية، 1991-1993
- الحرب الأهلية في سيراليون، 1991-2002
- العشرية السوداء في الجزائر، 1991-2002، conflicts persist
- الحرب الأهلية الطاجيكية، 1992-1997
- الحرب الأهلية البوروندية، 1993-2005
- حرب 1994 الأهلية في اليمن، 1994
- الحرب الشيشانية الأولى، 1994-1996
- الحرب الأهلية في كردستان العراق، 1994-1997
- حرب الكونغو الأولى، 1996-1997
- Clashes in Cambodia، 1997
- الحرب الأهلية النيبالية، 1996-2006
- الاضطرابات المدنية الألبانية، 1997
- Republic of the Congo Civil War، 1997-1999
- الحرب الأهلية في غينيا بيساو، 1998-1999
- حرب كوسوفو (يوغوسلافيا)، 1998-1999
- حرب الكونغو الثانية، 1998-2003
- الحرب الأهلية الليبيرية الثانية، 1999-2003
- الحرب الشيشانية الثانية، 1999-2009
- تمرد بوكو حرام، 1999-الآن
- هجوم كومانوفو in Macedonia، 2001
- الحرب الأهلية الأولى في ساحل العاج، 2002-2007
- نزاع دارفور، 2003-2009
- Fourth النزاع بين تشاد والسودان، 2005-2010
- الحرب الأهلية في العراق، 2006-2007، a sub-conflict within the حرب العراق
- الانقسام الفلسطيني (فلسطين)، 2006-2007، tensions ongoing
- حرب المكسيك على المخدرات، 2006–الآن
- الحرب الأهلية الثانية في ساحل العاج، 2010-2011
- ثورة 17 فبراير، 2011
- الأزمة السورية، 2011–الآن
- العنف بين الفصائل في ليبيا، 2011–الآن
- Iraqi insurgency (2011–الآن)، 2011–الآن
- ثورة الطوارق 2012، 2012
- حرب جمهورية أفريقيا الوسطى الأهلية (2012–الآن)
- الصراع في شمال مالي، 2013-الآن
- الحرب الأهلية الجنوبية السودانية، 2013-الآن

## الحروب الأهلية الحالية
- الحرب الأهلية اليمنية (2015–الآن)

الحرب الاهلية السورية (2011 - الآن)